# Dom Mody Bogusław Herse w Warszawie
Dom Mody Bogusław Herse – dom mody w Warszawie, prowadzący działalność w okresie międzywojennym. 

## Historia
Rodzina Herse pochodzi z Francji. W XIII w. jej członkowie byli prawnikami przy dworach książęcych. Przodkowie dzisiejszych Herse’ów byli hugenotami i żyli prawdopodobnie na północy kraju. W czasie prześladowań religijnych między 1562 a 1685 rokiem, rodzina uciekła z Francji i schroniła się na terenie jednego z księstw niemieckich. Ślady rodziny odnajdujemy w XVIII w. w Wielkim Księstwie Poznańskim, które wówczas było częścią Prus. Gotfried Leberecht Herse (1774-1828) był żonaty z Natalią Klossin, a po jej śmierci z jej siostrą Rozyną. Posiadał piekarnię w Krotoszynie, a w późniejszym czasie założył piekarnię mechaniczną w Poznaniu.
Jego syn Ernest Wilhelm Herse (1802-1881) urodził się w Stęszewie i nigdy nie przejawiał zainteresowania karierą piekarza. Ukończył w Halle, praktyczne studia rolnicze i kupił majątek Gnuszyn pod Pniewami w powiecie Pilskim. Po jakimś czasie postanowił go sprzedać, a uzyskane w ten sposób pieniądze zainwestował w kolejny majątek – tym razem Radłowo pod Wrześnią. Tam właśnie zajął się jako pierwszy uprawą buraków cukrowych, które w pierwszej połowie XIX w. zastąpiły trzcinę cukrową objętą blokadą importu. Ernest był też administratorem dóbr hrabiego Seweryna Mielżyńskiego w pobliżu Radłowa. Z hrabią serdecznie zaprzyjaźnił się na całe życie. Był utalentowany artystycznie - malował i rysował. Zawsze czuł się Polakiem i bez wahania dołączył do powstania listopadowego wraz z przyjacielem hrabią i leśniczym jego dóbr. Ożenił się z Augustyną Werner, z którą miał dziewięcioro dzieci. Ich najstarszy syn, Jarosław ukończył studia na wydziale prawa w Poznaniu, był notariuszem i wiceburmistrzem Poznania.
Za pieniądze uzyskane ze sprzedaży majątku w Radłowie Ernest kupił powóz i parę koni, całą resztę przeznaczając na uposażenie dzieci. Trzech spośród nich: Bogusław Maciej, Adam Szczepan i Ferdynand Robert założyło w 1868 roku w Warszawie firmę, która dała początek późniejszemu Domowi Mody Bogusław Herse. Jego współwłaścicielem był syn Bogusława Macieja Bogusław Władysław Herse (1872–1943).
Przedsiębiorstwo działało przy ul. Senatorskiej 10 pod nazwą „Handel Koronek i Towarów Białych oraz Magazyn Mód Bogusław Herse”. W 1899 zostało przeniesione do nowo wybudowanego budynku pomiędzy ul. Marszałkowską, Erywańską (później Kredytowa), pl. Zielonym (następnie pl. Dąbrowskiego) i ul. Szkolną.
Autorem projektu luksusowej kamienicy był architekt warszawski Józef Huss. Sprzedaż odbywała się na parterze i I piętrze, II zajmowali właściciele, III wynajmowano lokatorom, zaś na IV szyto odzież. Duży wpływ na asortyment miała żona Bogusława Macieja Hersego Filipina z Kotków (1842-1925). W 1926 budynek został znacznie uszkodzony przez pożar. Była to jedna z pierwszych polskich firm, która korzystała z siły reklamy i wykupywała całostronicowe powierzchnie reklamowe, wydawała katalog z asortymentem sezonowym oraz urządzano pokazy mody, jedną z modelek była Stefania Grodzieńska.  W 1936 przedsiębiorstwo przestało szyć ubrania. Pod koniec lat międzywojennych w gmachu mieściła się m.in. Polsko-Amerykańska Izba Handlowa.

## Pozostałe informacje
- W Domu Mody Bogusław Herse toczy się akcja przedwojennej komedii Jego ekscelencja subiekt z Eugeniuszem Bodo w roli głównej[1].
- W tym samym budynku przyjmował od 1899 do około 1920 warszawski neurolog i psychiatra Edward Flatau[6]